# 羽後亀田駅
羽後亀田駅（うごかめだえき）は、秋田県由利本荘市松ヶ崎高野（たかや）にある、東日本旅客鉄道（JR東日本）羽越本線の駅である。

## 歴史
- 1920年（大正9年）7月30日：国鉄の駅として由利郡松ヶ崎村に開業[新聞 1]。
- 1969年（昭和44年）10月1日：貨物取扱を廃止[3]。
- 1981年（昭和56年）10月15日：荷物扱いを廃止[4]。駅員無配置駅となり[5]、簡易委託化[新聞 2]。
- 1987年（昭和62年）4月1日：国鉄分割民営化により、東日本旅客鉄道（JR東日本）の駅となる[3]。
- 2023年（令和5年）3月18日：すべての普通列車が1番線（駅舎側）への発着に統一[報道 1]。由利本荘市による乗車券委託販売（簡易委託）の受託を解除し、終日無人化[2]。
- 2024年（令和6年）10月1日：えきねっとQチケのサービスを開始[1][報道 2]。

## 駅構造
単式ホーム1面1線と島式ホーム1面2線、計2面3線のホームを有する地上駅である。互いのホームは跨線橋で連絡している。行き止まりの横取り線も1線有し、1番線の酒田方より進入できる。2023年（令和5年）3月18日より、跨線橋の利用解消による利便性向上を目的に、すべての普通列車が1番線への発着に統一された。なお、特急「いなほ」や貨物列車は、本線である2・3番線を通過する。
羽後本荘駅管理の無人駅である。

### のりば
| 番線 | 路線      | 方向 | 行先           |
| ---- | --------- | ---- | -------------- |
| 1    | ■羽越本線 | 上り | 酒田方面       |
| 1    | ■羽越本線 | 下り | 秋田方面       |
| 2    | ■羽越本線 | 下り | （予備ホーム） |
| 3    | ■羽越本線 | 上り | （予備ホーム） |

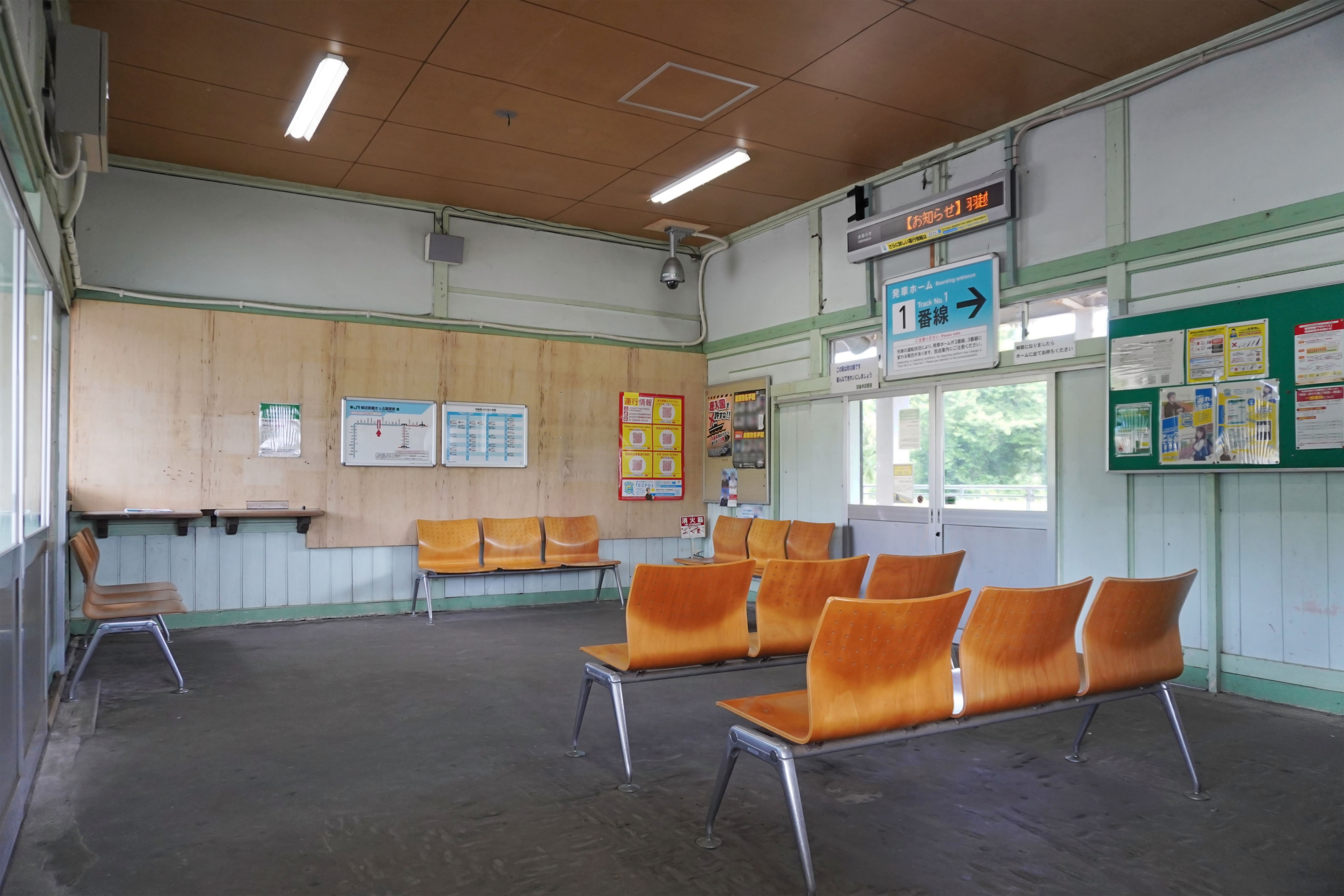
駅舎内（2024年5月）
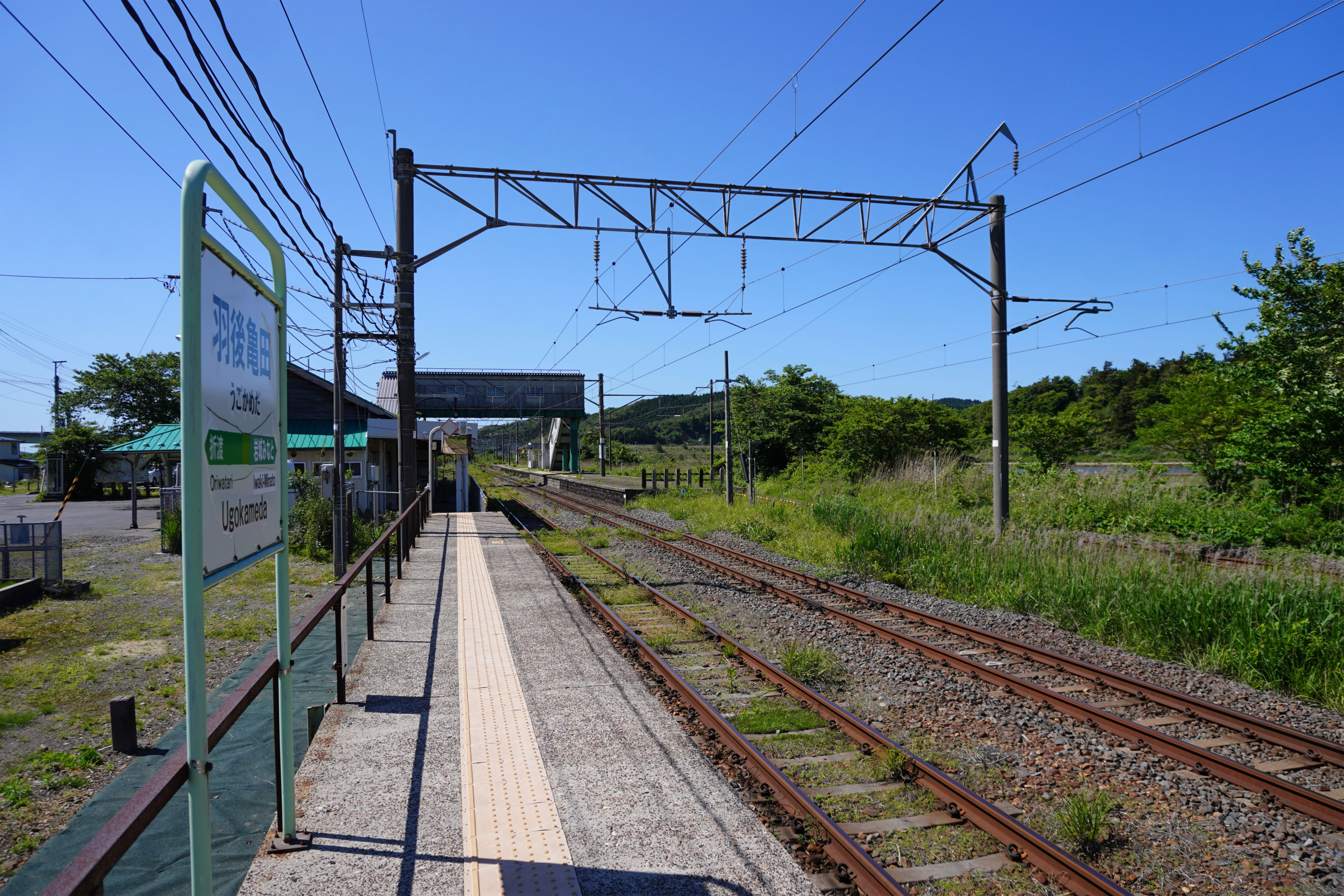
ホーム（2024年5月）

## 利用状況
JR東日本によると、2000年度（平成12年度）- 2021年度（令和3年度）の1日平均乗車人員の推移は以下のとおりであった。
| 1日平均乗車人員推移 | 1日平均乗車人員推移 | 1日平均乗車人員推移 | 1日平均乗車人員推移 | 1日平均乗車人員推移 |
| 年度                | 定期外              | 定期                | 合計                | 出典                |
| ------------------- | ------------------- | ------------------- | ------------------- | ------------------- |
| 2000年（平成12年）  |                     |                     | 217                 | [ 利用客数 1 ]      |
| 2001年（平成13年）  |                     |                     | 202                 | [ 利用客数 2 ]      |
| 2002年（平成14年）  |                     |                     | 202                 | [ 利用客数 3 ]      |
| 2003年（平成15年）  |                     |                     | 192                 | [ 利用客数 4 ]      |
| 2004年（平成16年）  |                     |                     | 179                 | [ 利用客数 5 ]      |
| 2005年（平成17年）  |                     |                     | 151                 | [ 利用客数 6 ]      |
| 2006年（平成18年）  |                     |                     | 136                 | [ 利用客数 7 ]      |
| 2007年（平成19年）  |                     |                     | 125                 | [ 利用客数 8 ]      |
| 2008年（平成20年）  |                     |                     | 109                 | [ 利用客数 9 ]      |
| 2009年（平成21年）  |                     |                     | 106                 | [ 利用客数 10 ]     |
| 2010年（平成22年）  |                     |                     | 108                 | [ 利用客数 11 ]     |
| 2011年（平成23年）  |                     |                     | 98                  | [ 利用客数 12 ]     |
| 2012年（平成24年）  | 14                  | 76                  | 91                  | [ 利用客数 13 ]     |
| 2013年（平成25年）  | 13                  | 75                  | 89                  | [ 利用客数 14 ]     |
| 2014年（平成26年）  | 13                  | 57                  | 70                  | [ 利用客数 15 ]     |
| 2015年（平成27年）  | 13                  | 62                  | 76                  | [ 利用客数 16 ]     |
| 2016年（平成28年）  | 12                  | 56                  | 68                  | [ 利用客数 17 ]     |
| 2017年（平成29年）  | 13                  | 54                  | 67                  | [ 利用客数 18 ]     |
| 2018年（平成30年）  | 11                  | 48                  | 60                  | [ 利用客数 19 ]     |
| 2019年（令和元年）  | 9                   | 43                  | 53                  | [ 利用客数 20 ]     |
| 2020年（令和02年）  | 6                   | 41                  | 48                  | [ 利用客数 21 ]     |
| 2021年（令和03年）  | 5                   | 40                  | 46                  | [ 利用客数 22 ]     |

## 駅周辺
- 由利本荘市役所亀田出張所
- 亀田郵便局
- 松ケ崎郵便局
- 日本海東北自動車道 松ヶ崎亀田インターチェンジ

## バス路線
「羽後亀田駅」停留所にて、以下の路線が発着する。
- 羽後交通
  - 松ヶ崎線[7]
- 由利本荘市コミュニティバス（岩城地域）
  - 岩城線[8]
  - 南沢線[9]

## 隣の駅
東日本旅客鉄道（JR東日本）
■羽越本線
羽後岩谷駅 - *折渡駅 - 羽後亀田駅 - （二古信号場） - 岩城みなと駅
*:一部の列車は折渡駅に停車しない。

### 記事本文

#### 報道発表資料
1. 1 2 3  「2023年3月ダイヤ改正について (PDF)」（プレスリリース）、東日本旅客鉄道秋田支社、2022年12月16日。2022年12月21日閲覧。
2. ↑  「Suicaエリア外もチケットレスで! 東北エリアから「えきねっとQチケ」がはじまります (PDF)」（プレスリリース）、東日本旅客鉄道、2024年7月11日。2024年8月11日閲覧。

#### 新聞記事
1. 1 2  「今日から開通する亀田駅」『秋田魁新報』秋田魁新報社、1920年7月30日、朝刊、3面。
2. ↑  「4駅が無人化に」『秋田魁新報』秋田魁新報社、1981年10月16日、朝刊、16面。

### 利用状況
1. ↑  「JR東日本：各駅の乗車人員（2000年度）」東日本旅客鉄道。2025年7月18日閲覧。
2. ↑  「JR東日本：各駅の乗車人員（2001年度）」東日本旅客鉄道。2025年7月18日閲覧。
3. ↑  「JR東日本：各駅の乗車人員（2002年度）」東日本旅客鉄道。2025年7月18日閲覧。
4. ↑  「JR東日本：各駅の乗車人員（2003年度）」東日本旅客鉄道。2025年7月18日閲覧。
5. ↑  「JR東日本：各駅の乗車人員（2004年度）」東日本旅客鉄道。2025年7月18日閲覧。
6. ↑  「JR東日本：各駅の乗車人員（2005年度）」東日本旅客鉄道。2025年7月18日閲覧。
7. ↑  「JR東日本：各駅の乗車人員（2006年度）」東日本旅客鉄道。2025年7月18日閲覧。
8. ↑  「JR東日本：各駅の乗車人員（2007年度）」東日本旅客鉄道。2025年7月18日閲覧。
9. ↑  「JR東日本：各駅の乗車人員（2008年度）」東日本旅客鉄道。2025年7月18日閲覧。
10. ↑  「JR東日本：各駅の乗車人員（2009年度）」東日本旅客鉄道。2025年7月18日閲覧。
11. ↑  「JR東日本：各駅の乗車人員（2010年度）」東日本旅客鉄道。2025年7月18日閲覧。
12. ↑  「JR東日本：各駅の乗車人員（2011年度）」東日本旅客鉄道。2025年7月18日閲覧。
13. ↑  「JR東日本：各駅の乗車人員（2012年度）」東日本旅客鉄道。2025年7月18日閲覧。
14. ↑  「各駅の乗車人員 2013年度 ベスト100以外（9）：JR東日本」東日本旅客鉄道。2025年7月18日閲覧。
15. ↑  「各駅の乗車人員 2014年度 ベスト100以外（9）：JR東日本」東日本旅客鉄道。2025年7月18日閲覧。
16. ↑  「各駅の乗車人員 2015年度 ベスト100以外（9）：JR東日本」東日本旅客鉄道。2025年7月18日閲覧。
17. ↑  「各駅の乗車人員 2016年度 ベスト100以外（9）：JR東日本」東日本旅客鉄道。2025年7月18日閲覧。
18. ↑  「各駅の乗車人員 2017年度 ベスト100以外（9）：JR東日本」東日本旅客鉄道。2025年7月18日閲覧。
19. ↑  「各駅の乗車人員 2018年度 ベスト100以外（9）：JR東日本」東日本旅客鉄道。2025年7月18日閲覧。
20. ↑  「各駅の乗車人員 2019年度 ベスト100以外（8）：JR東日本」東日本旅客鉄道。2025年7月18日閲覧。
21. ↑  「各駅の乗車人員 2020年度 101位以下（8）| 企業サイト：JR東日本」東日本旅客鉄道。2025年7月18日閲覧。
22. ↑  「各駅の乗車人員 2021年度 101位以下（8）| 企業サイト：JR東日本」東日本旅客鉄道。2025年7月18日閲覧。